# Stazione di Praja-Ajeta-Tortora
Stazione di Praja-Ajeta-Tortora vasútállomás Olaszországban, Praia a Mare településen.

## Vasútvonalak
Az állomást az alábbi vasútvonalak érintik:
- Battipaglia–Reggio di Calabria-vasútvonal

## Kapcsolódó állomások
A vasútállomáshoz az alábbi állomások vannak a legközelebb:
- Stazione di Scalea-Santa Domenica Talao
- Stazione di Marina di Maratea